# Tedy Villalba
Tadeo Villalba Rodríguez, conocido como Tedy Villalba (Madrid, 19 de mayo de 1935-Madrid, 20 de diciembre de 2009) fue un productor de cine español. Está dentro de una saga familiar de pintores y decoradores cinematográficos.

## Biografía
Nació en Madrid el 19 de mayo de 1935. Su familia también estaba relacionada con el cine. 
Inició su carrera profesional en los años 50 participando en proyectos de grandes directores de Hollywood que venían a rodar a España. Así participó en los rodajes de películas como Alejandro Magno, Orgullo y pasión y El Cid entre otras muchas. 
Fue socio fundador y vicepresidente de la Academia de Cine, cargo que ocupó en dos ocasiones, además de ser miembro de su Junta Directiva durante 20 años. 
El 28 de enero de 2007 fue distinguido con el Premio Goya de honor por su aportación al cine español.
Murió el 20 de diciembre de 2009 en Colmenar Viejo (Madrid).

## Premios
Medallas del Círculo de Escritores Cinematográficos
| Año  | Categoría         | Película    | Resultado |
| ---- | ----------------- | ----------- | --------- |
| 1949 | Mejores decorados | Neutralidad | Ganador   |